# Carles Salvador Vidal
Carles Salvador Vidal (Castelló de la Plana, 17 de setembre de 1990) és un futbolista professional valencià que juga com a defensa.

## Carrera de club
Salvador va ingressar al planter del València CF el 2007, des del CE Castelló. El 2009, després d'acabar l'etapa formativa, fou cedit al Catarroja CF, de Tercera Divisió, per la temporada 2009–10.
Salvador va tornar a l'equip Xe el 2010, essent assignat al València CF Mestalla també de tercera divisió. L'agost de 2012, va signar pel CE Olímpic de Xàtiva de Segona Divisió B.
Salvador va continuar a Segona B els anys següents, representant el CE Alcoià, la UD Logroñés i el Castelló. Amb el darrer equip va assolir l'ascens a Segona Divisió el 2020, contribuint amb 31 partits, inclosos els play-off.
El 12 de setembre de 2020, Salvador va debutar com a professional als 30 anys, com a titular, en una victòria per 2–1 a fora contra la SD Ponferradina.